# Alpaida cuyabeno
Alpaida cuyabeno là một loài nhện trong họ Araneidae.
Loài này thuộc chi Alpaida. Alpaida cuyabeno được Herbert Walter Levi miêu tả năm 1988.